# Аалто, Тоуко
То́уко Ю́хани А́алто (фин. Touko Juhani Aalto; род. 1 апреля 1984, Савонлинна, Миккели) — финский политик, член Парламента от партии Зелёный союз (с 2015), председатель этой партии (2017—2018).
Аалто также был членом городского совета Ювяскюля с 2008 года и членом правительства провинции Центральная Финляндия в 2013–2015 годах.

## Биография
Аалто родился в Савонлинне, но вырос в Йоэнсуу. Он окончил старшую школу Йоэнсуу в 2003 году. В 2004 году Аалто переехал в Ювяскюля, чтобы изучать политологию в университете Ювяскюля. Он получил диплом бакалавра социальных наук в 2008 году.

### Председатель партии Зелёных
17 июня 2017 года избран новым председателем партии Зелёный союз.
9 сентября 2017 года, в интервью утренней программе Ylen Ykkösaamu, заявил, что позиция председателя партии Истинные финны Юсси Халла-ахо по отношению к вопросам прав человека, иммиграции, а также экономики является такой, что вероятно партия Зелёных не смогла бы быть с ними потенциальными партнёрами в правительстве.
В августе 2018 года, находясь в Стокгольме со своей женой Ирис Флинккиля по приглашению шведской партии Зелёных, был приглашён шведской стороной в стокгольмский гей-клуб King Kong, откуда фотографии политика попали в соцсети.
24 октября 2018 года сложил полномочия председателя по причине затянувшейся депрессии.